# Type 95 Ha-Go
Le Type 95 Ha-Gō (en japonais 九五式軽戦車 ハ号, Kyugoshiki keisensha Ha-Gō), connu également sous le nom de Type 97 Ke-Go, est un char très léger employé par l'armée impériale japonaise durant la seconde guerre sino-japonaise et la Seconde Guerre mondiale. Bien qu'il fût très lent pour un char léger, il démontra ses qualités contre l'infanterie ennemie durant les campagnes en Mandchourie et en Chine, où l'armée nationale révolutionnaire chinoise ne possédait que très peu de blindés ou d'armes anti-char pour lui faire face. Il lui manquait cependant le blindage et l'armement des chars alliés contemporains, et il était déjà considéré comme obsolète au début de la Seconde Guerre mondiale. Plus de deux mille unités de ce char furent néanmoins produites. Le char Type 95 Ha-Gō fut également employé par les détachements de marins de la Marine impériale japonaise durant la guerre du Pacifique.

## Histoire et développement
Depuis le début des années 1930, l'Armée impériale japonaise commençait à s'intéresser et à étudier les nouvelles formes de guerre, en l'occurrence la guerre mécanisée et l'emploi de plus en plus important des blindés. Ainsi, elle avait mis au point un nouveau type d'unité qui combinait l'infanterie et les chars. Cependant, le char moyen Type 89 I-Go ne pouvait pas suivre l'infanterie motorisée, qui se déplaçait en camions atteignant la vitesse de 40 km/h. Il ne pouvait en effet lui-même pas dépasser 26 km/h. Pour résoudre ce problème, le Bureau technique de l'armée proposa de développer un nouveau char léger pouvant atteindre 40 km/h. Le projet fut lancé dès 1933. Le prototype du nouveau blindé fut terminé l'année suivante à l'arsenal de Sagami. Ce char combinait rapidité et faible blindage ; de ce fait il était similaire au Cruiser Mk I britannique ou au BT soviétique. Son nom de code était "Ha-Gō" (ハ号), indiquant qu'il constituait le "troisième type" de char mis au point par l'armée.
En 1935, durant une réunion au Bureau technique de l'armée, le char léger Type 95 Ha-Gō fut présenté comme étant un char moyen pour les unités d'infanterie mécanisée. L'infanterie considérait que son blindage n'était pas assez épais pour appuyer son avancée vers les lignes ennemies, mais la cavalerie affirmait que la vitesse élevée du char ainsi que son armement compenseraient son faible blindage. Finalement, l'infanterie admit que le Type 95 était non seulement supérieur à tout autre véhicule blindé mais également la seule alternative disponible au Type 89. 
La production du Type 95 Ha-Gō commença en 1935 au sein des industries lourdes Mitsubishi. En 1939, 100 exemplaires avaient été construits. Mitsubishi fabriqua un total de 853 chars dans ses usines, tandis que 1 250 autres étaient produits par l'arsenal de Sagami, les usines Hitachi, Niigata Tekkoshō, Kobe Seikoshō et l'arsenal de Kokura.

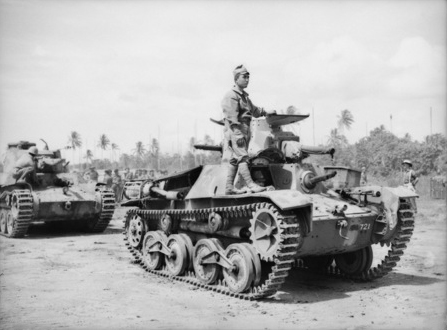
Chars Type 95 Ha-Gō photographiés en Nouvelle-Bretagne, quelque temps après la reddition japonaise du 2 septembre 1945.

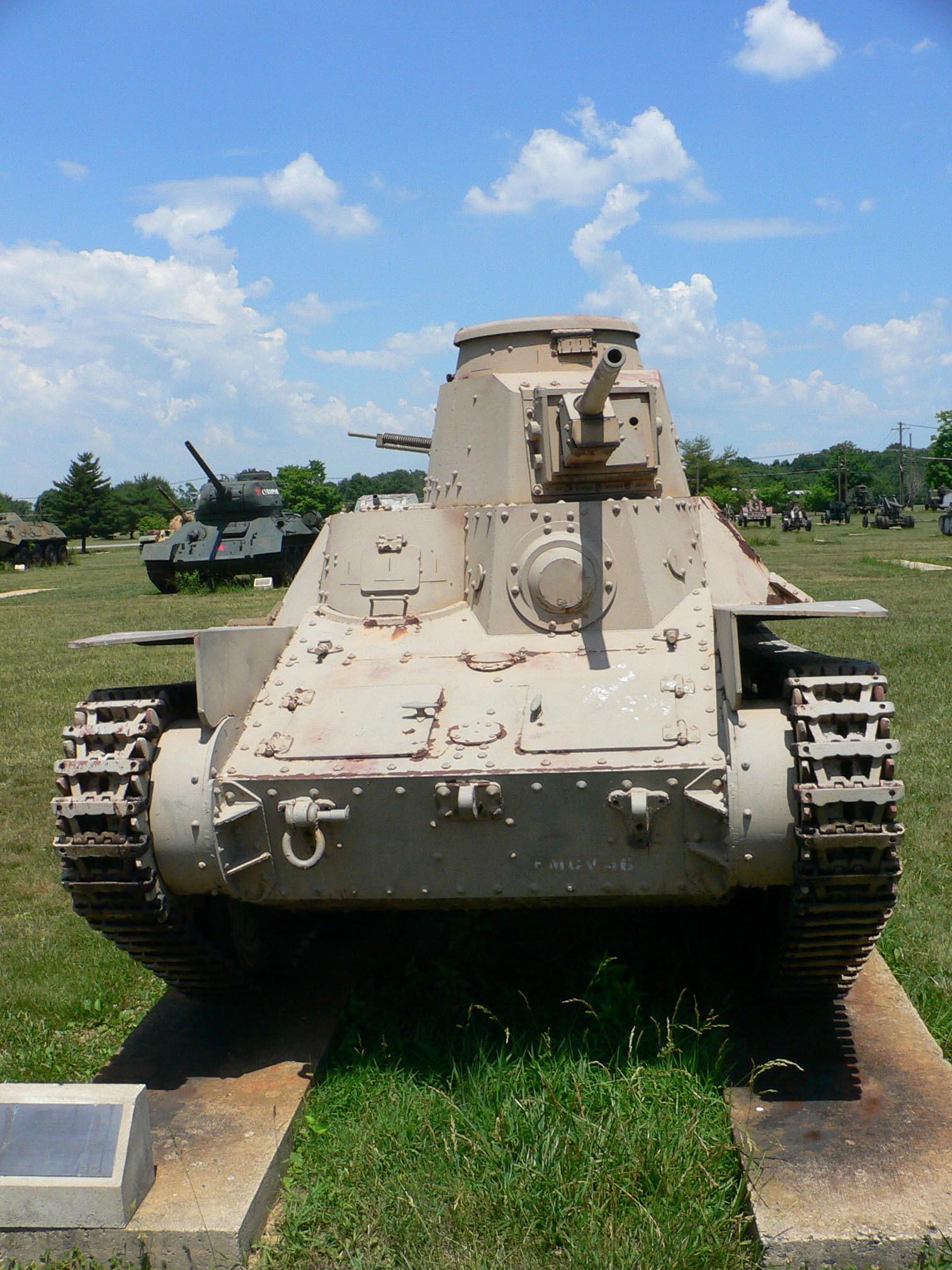
Un Type 95 vu de face, au musée des armes de l'armée des États-Unis.

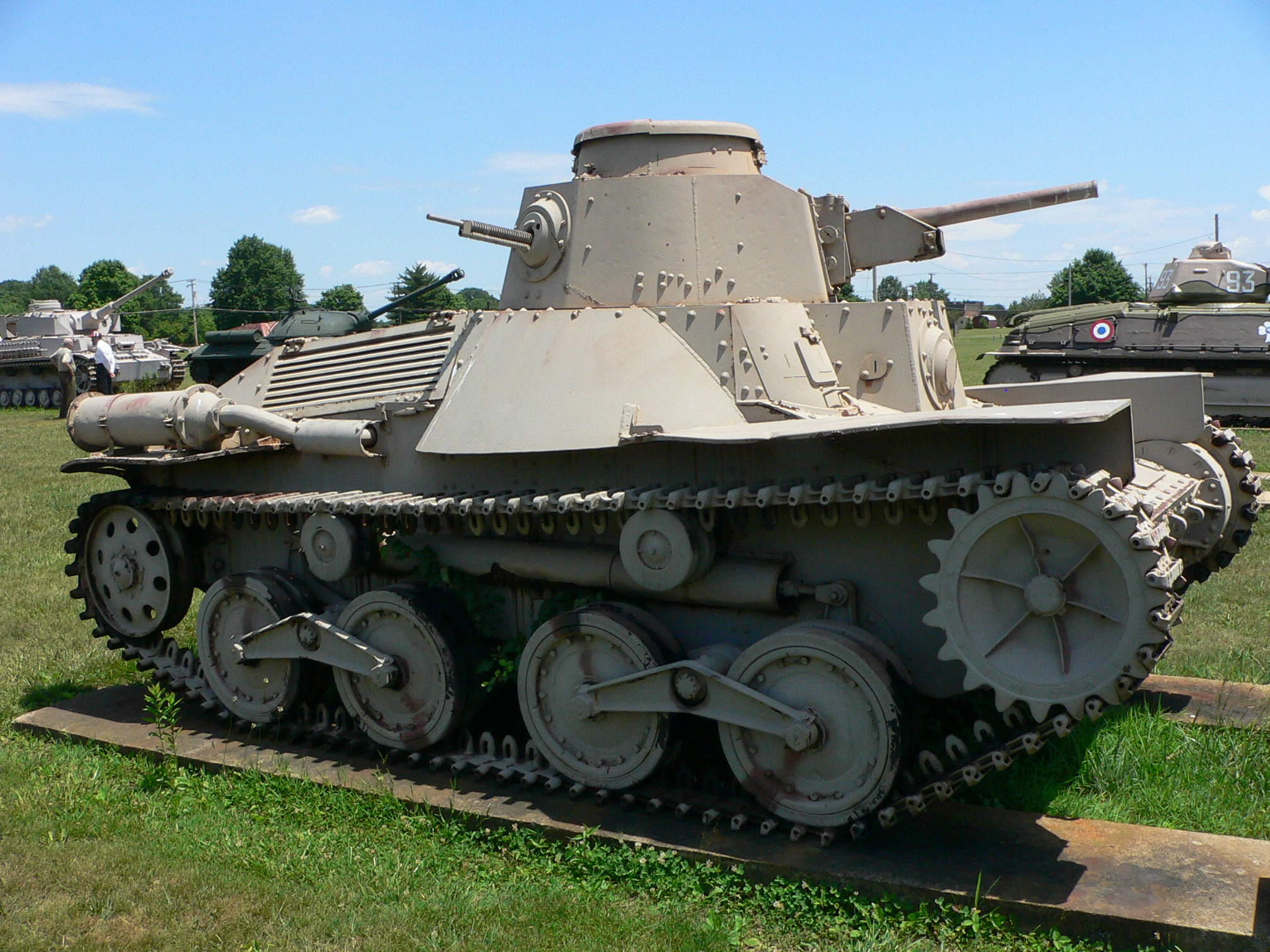
Un Type 95 vu du côté droit.

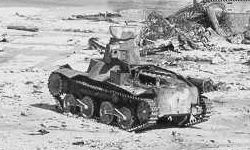
Un Type 95 à Tarawa après l'Opération Galvanic (novembre 1943).

Le Type 95 constituait une amélioration majeure par rapport aux chars légers et chenillettes de l'armée impériale japonaise conçus jusqu'alors, mais il servit rapidement de base à un intense programme de production de variantes améliorées tel que le modèle Manshū (Type M) qui descendait directement du Ha-Gō. Celui-ci était techniquement identique, mais il avait été développé et mis au point par les écoles de tankistes de l'Armée du Guandong basées au Mandchoukouo et sa construction en grand nombre avait été planifiée pour composer et équiper les futures unités blindées de l'armée impériale du Mandchoukouo, et il était aussi prévu que la production de ces chars se fasse dans cet État.
Un autre développement aboutit au Char léger Type 98 Ke-Ni, qui entra en production dès l'année 1942 et dont furent produites 200 unités. Ce dérivé possédait un meilleur blindage et était armé d'un canon Type 100 de 37 mm et de deux mitrailleuses de calibre 7,70 mm.
Le char Type 95 servit aussi comme base pour le char amphibie Type 2 Ka-Mi, qui joua un rôle important dans les premières campagnes et victoires japonaises de la Seconde Guerre mondiale.

## Conception
Le char léger Type 95 Ha-Go était un blindé de 7,4 tonnes, avec un équipage de 3 hommes (habituellement un commandant/artilleur/chargeur, un mécanicien/servant de mitrailleuse frontale et un chauffeur).
Son armement principal était un canon Type 97 de 37 mm d'une longueur de 1,35 mètre, un angle d'élévation compris entre −15 et +20 degrés, une vitesse initiale de 600 m/s (700 m/s pour le dernier modèle) et une capacité de pénétrer un blindage de 45 mm à une distance de 300 m. Le commandant devait charger, viser la cible et faire tirer le canon. Le Type 95 transportait deux types de projectiles : le Type 94 hautement explosif et le Type 94 anti-blindage.
L'armement secondaire était constitué de deux mitrailleuses légères Type 91 de 6,5 mm, une sur la partie frontale de la carrosserie du char et l'autre à l'arrière de la tourelle. L'utilisation de ces chars lors des campagnes en Mandchoukouo et en Chine confirmèrent la nécessité de les munir de meilleures mitrailleuses ; ainsi les mitrailleuses calibre 6,5 mm furent remplacées en 1941 par les Type 97 de 7,7 mm, plus puissantes. L'une d'elles était postée à la droite du commandant/artilleur, déjà bien trop sollicité au vu des nombreuses fonctions qu'il devait assurer. Le canon original Type 94 fut également remplacé par un Type 98 de même calibre, mais avec une meilleure vitesse initiale de l'obus.
La tourelle, actionnée manuellement, était petite et extrêmement étroite, même pour le seul membre d'équipage qui l'occupait. En effet, il était seulement possible pour le commandant de pivoter sur un arc de 45 degrés à l'avant, ce qui laissait la tâche de couvrir les arrières avec une simple mitrailleuse, censée compenser ce grave désavantage.
La caractéristique la plus remarquable du char Type 95 résidait dans son système de suspension simple. Les chenilles étaient propulsées par les deux roues dentées situées à l'avant. Deux bogies sur roues étaient suspendues à un bras mécanique, avec deux bras de chaque côté. Il y avait également deux roues de retour. Le système de suspension présenta des problèmes dès la mise en service du char, car sa tendance à rebondir avec force sur des terrains irréguliers rendait sa conduite impossible. De plus, sa vitesse devenait difficilement régulable ainsi que sa manœuvrabilité. De fait, sa suspension fut modifiée et un bras fut installé pour relier les deux jeux de roues motrices. Malgré cela, le char continua à secouer terriblement ses occupants quand il traversait n'importe quel terrain dénivelé. Pour cette raison, on lui ajouta une couche intérieure d'amiante, destinée à réduire la chaleur intérieure et à éviter à l'équipage des désagréments quand il était lancé à grande vitesse sur des sols accidentés. 
Les premiers modèles produits utilisaient un moteur diesel Mitsubishi refroidi par air d'une puissance de 110 chevaux (82 kW), atteignant une vitesse maximale de 40 km/h. Ce moteur était aussi celui qui propulsait le char moyen Type 89 I-Go. Par la suite, le Type 95 bénéficia d'un moteur plus puissant, le Mitsubishi NVD 6120 de 120 chevaux (89,5 kW). Certains chars furent aussi équipés de deux réflecteurs sur leur partie frontale, pour être utilisés lors d'opérations nocturnes.

## Protection
Sans contestation possible, le Type 95 Ha-go est mis facilement hors combat par n'importe quel canon antichar de 37mm. La seule chance de survie face à un calibre de ce genre est d’espérer un ricochet sur une des nombreuses plaques inclinées. Vulnérable aux petites pièces antichar, le Type 95 ne peut espérer résister qu'aux armes de faible calibre et aux éclats d'obus. La situation du char peut aussi se retrouver difficile en présence de plusieurs mitrailleuses d'infanterie. La Browning M1919 de .30 (7,62mm) américaine, tirant à la cadence de 450 cpm (coups par minute) des projectiles M1 de 11,3 g à une vitesse de 854 ms peut endommager le char à une distance proche. Sous le feu de plusieurs M1919, le Type 95 subirait des dégâts sur ses parties vulnérables comme les optiques, mais les plaques en acier à blindage soudées et rivetées semblent susceptibles de stopper les projectiles.

## Mobilité

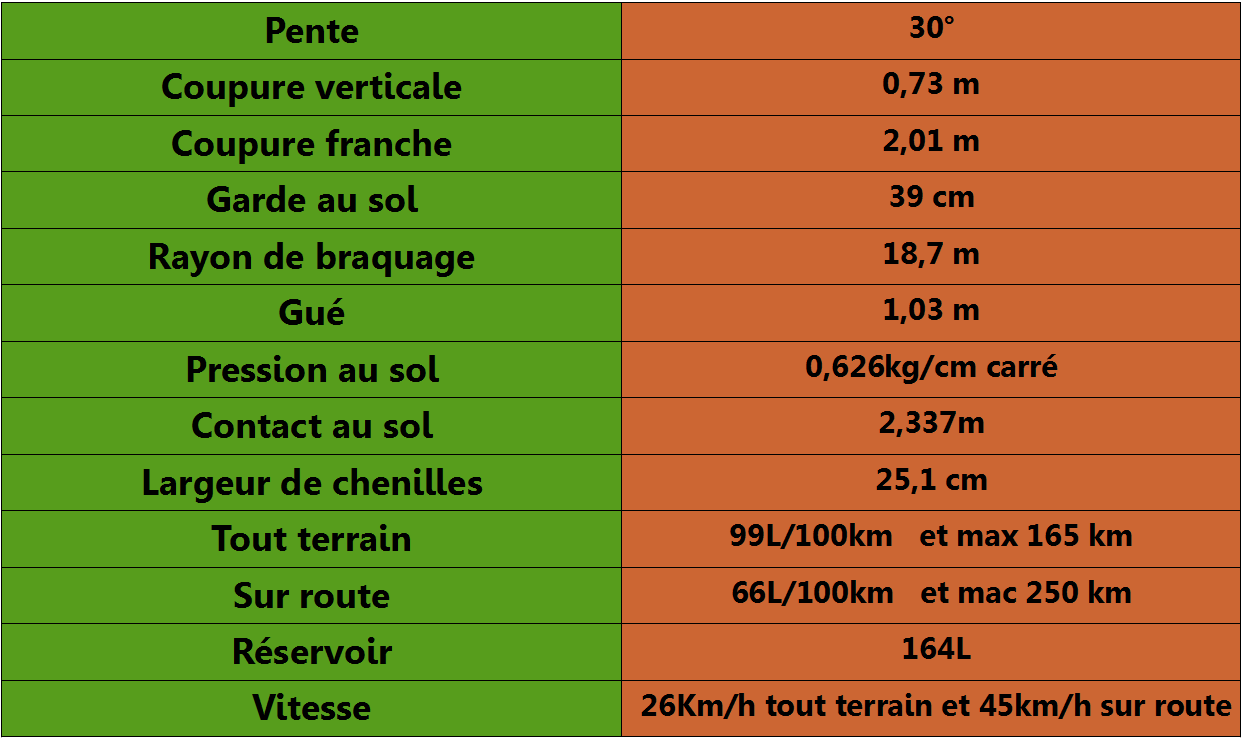
Fiche de compétences du Type 95 Ha-Go

Équipé d'un moteur 6 cylindres en ligne Mitsubishi NVD 6120 développant 120 chevaux à plus de 1800 tr/min, le Ha-Go profite d'un poids de seulement 7,7 tonnes pour afficher un rapport puissance/poids des plus corrects. Ainsi, le char japonais est-il crédité d'une valeur de 16,22 cv/t qui lui assure une vivacité honorable. Son bloc Diesel lui assure un couple supérieur qui lui permet de compenser, en partie, sa transmission moins sophistiquée. Le Ha-Go possède aussi une bonne autonomie, son moteur lui permettant d'atteindre les 250 km sur route. Outre une meilleure occupation sur le terrain, le char japonais peut alors effectuer de plus grands trajets de liaison sans avoir à se ravitailler. Il atteint les 165 km en tout terrain, sans réservoirs externes.
Avec une largeur de chenilles de 25,1 cm, le char possède une pression massique très faible, avec 0,626 kg/cm2. Malgré ses 18,7 m de braquage, il possède une grande rapidité au moment de tourner sur place, les 2,337 m de longueur du train de roulement (en plus composé de deux bogies comprenant chacun une paire de galets cerclés de caoutchouc) étant proche de la largeur de la caisse (2,07 m). Et plus la division de ces deux chiffres est proche de 1, plus l'engin tourne rapidement. Le mécanicien japonais peut aussi accéder au compartiment moteur via une petite trappe, à l'intérieur de la caisse, de manière à pouvoir éventuellement intervenir sous le feu de l’ennemi et cela sans devoir s'exposer.

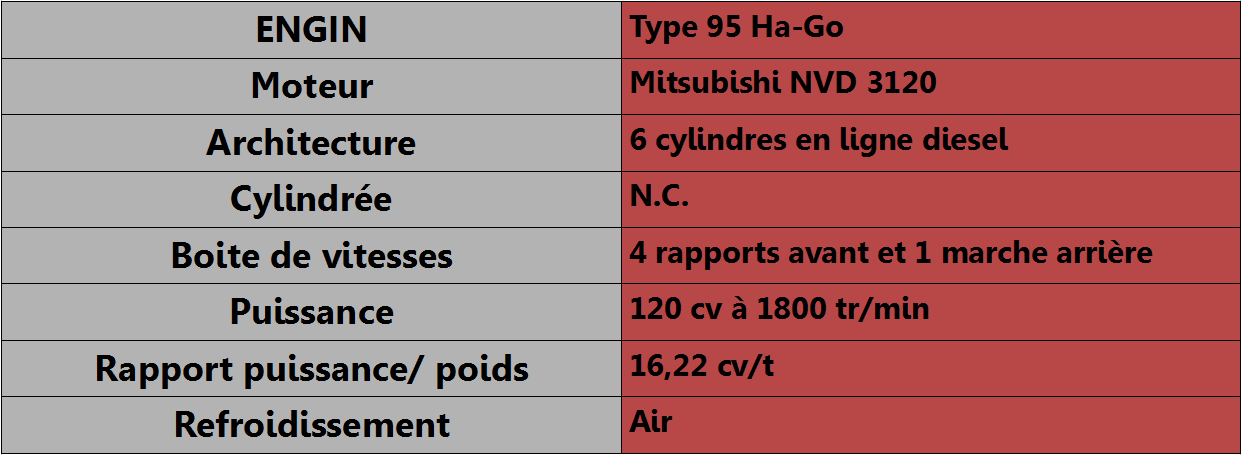
Fiche de motorisation du Type 95 Ha-Go

## Armement

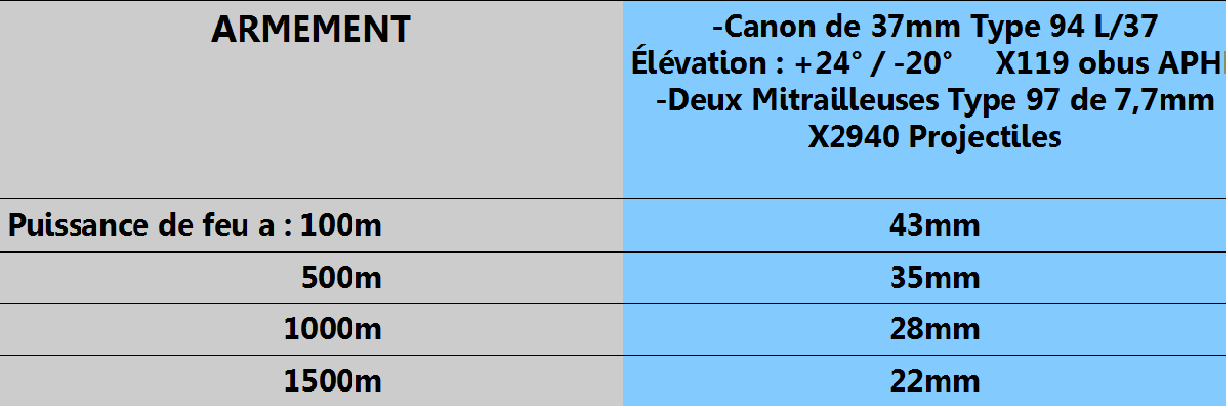
Puissance de feu du Type 95 jusqu'à 2000 m

Le Type 95 est équipé d'un tube de 37 mm Type 94 L/37 (1,3 m de longueur) et de munitions Type 94 (Armor Piercing High Explosive). Le char possède une distance maximale de tir de 2000 m, distance théorique puisque la précision de l'obus pesant a peine 0,9 kg est des plus médiocres. Ils sont en effet assez sensibles au vent et perdent rapidement leur vélocité. Mais le Type 95 intervenant souvent dans une végétation dense et dans des combats assez restreints, sa portée maximale n'a pas beaucoup d'importance, même pour jouer l'artillerie, ses obus étant trop faibles. En effet, le canon de 37 mm peut tirer un obus explosif de 0,9 kg, dont 0,039 kg de trinitrotoluène (TNT), mais celui-ci est trop peu puissant, même pour détruire certaines cibles molles. Son élévation varie de +24° a -20°.
Le char ne compte que 3 hommes : un chef d'engin, un mécanicien faisant office de servant pour la mitrailleuse frontale et un pilote. Le premier, seul dans la tourelle, doit aussi jouer le rôle de tireur et de chargeur, s'occuper de la communication à l'aide de drapeaux et servir la mitrailleuse de tourelle tirant vers l'arrière droit. En armement secondaire, le Ha-Go possède deux mitrailleuses Type 97 de 7,7 mm (une en tourelle, l'autre placée frontalement à travers la caisse) dotées de 2 490 cartouches.

## Variantes
- Type 3 Ke-Ri

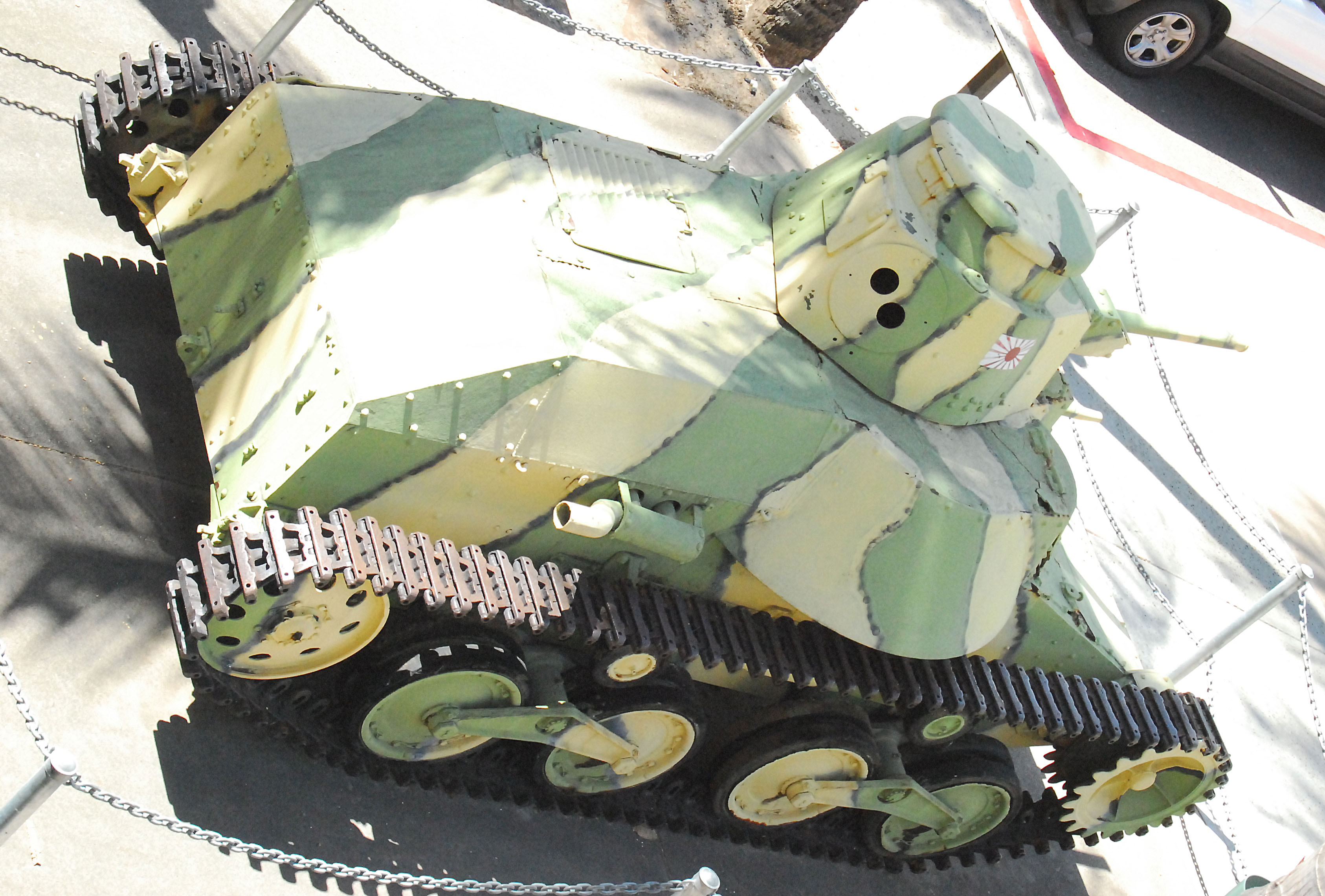
Un char Type 95 au U.S. Army Museum of Hawaii à Honolulu.

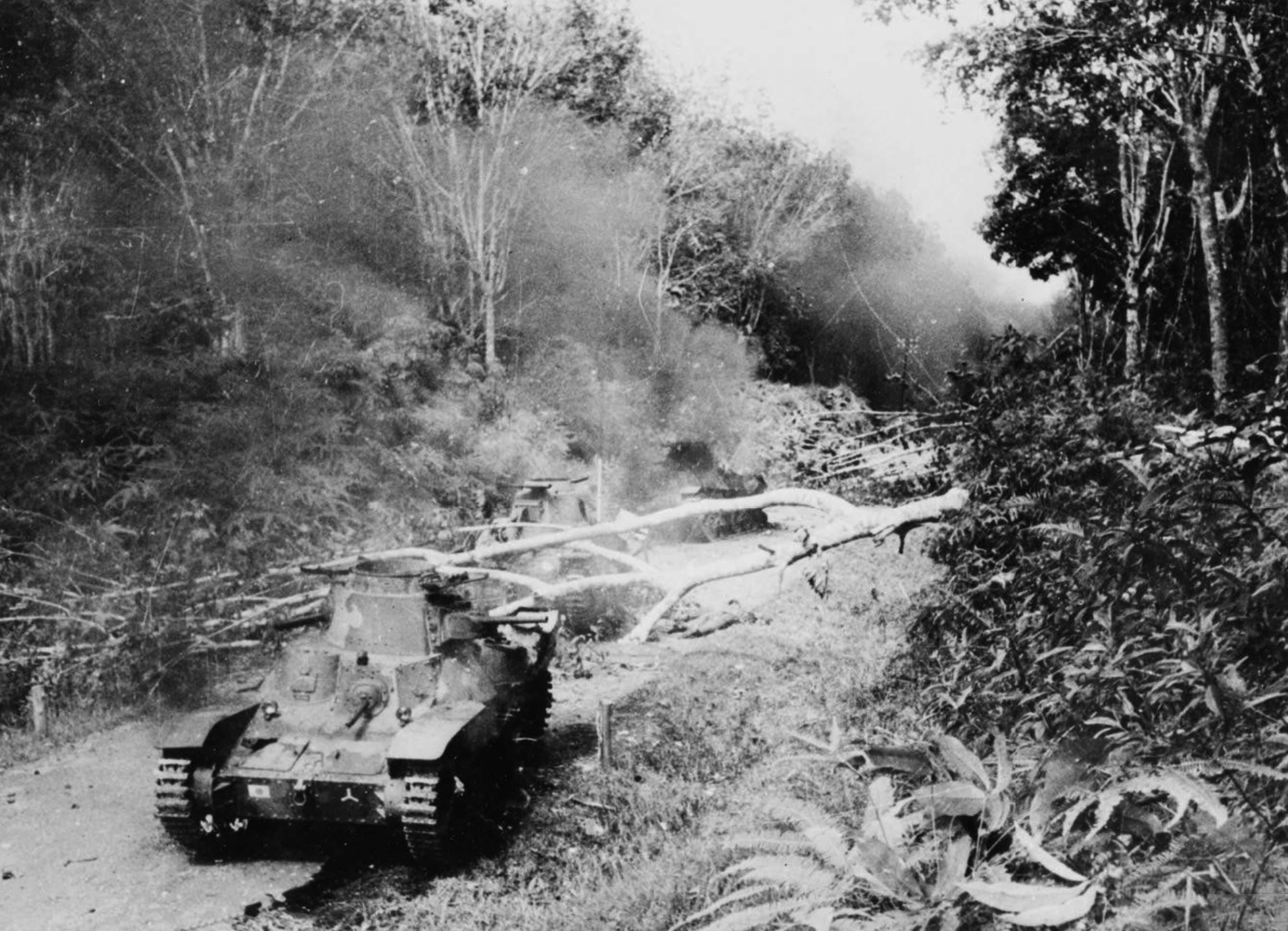
Un char léger Type 95 détruit par un canon anti-char Ordnance QF 2 pounder australien de 40 mm près de Bakri durant la bataille de Muar.

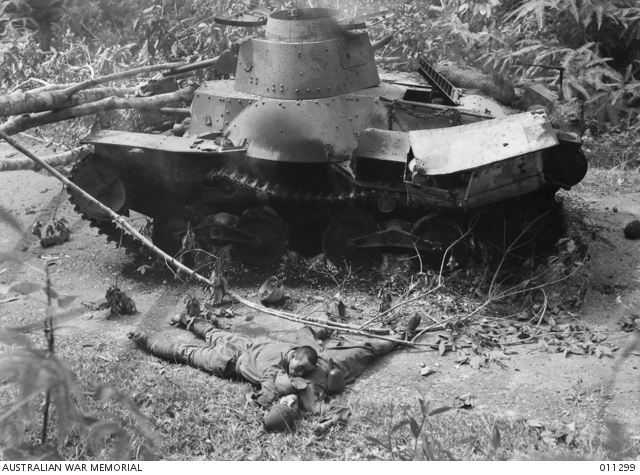
Un des six chars Type 95 Ha-Go détruits par un canon Ordnance QF 2 pounder australien lors de la bataille de Muar. On peut observer les deux membres d'équipage du char qui, en tentant de s'enfuir, furent abattus par les soldats alliés qui servaient le canon anti-char.

Ce modèle équipé d'un canon Type 97 de 57 mm comme armement principal ne passa pas l'étape des essais en 1943. Il ne fut donc pas construit ni utilisé par l'armée impériale japonaise.
- Char léger Type 4 Ke-Nu

Le Type 4 Ke-Nu fut conçu dans l'intention de résoudre l'une des plaintes les plus récurrentes des utilisateurs du char Type 95, à savoir une tourelle trop étroite. Sur ce modèle, la tourelle habituelle du Type 95 avait été remplacée par une tourelle plus vaste provenant du char moyen Type 97 Chi-Ha. Environ 100 unités de ce char amélioré furent produites.
- Type 95 Manshū

Le Type 95 Manshū était un char d'entraînement et opérationnel, dérivé du Type 95 Ha-Gō et très similaire à ce dernier. Ces blindés furent envoyés dans le Mandchoukouo et firent partie de l'unité d'entraînement de l'école de chars de l'armée Kwantung.
- Char anti-aérien Type 95 "Ta-Se"

En novembre 1941 fut construit un véhicule expérimental dénommé "Ta-Se", possédant le châssis d'un char Type 95 Ha-Gō avec un canon automatique Type 98 de 20 mm. Une autre version de ce char employait un canon automatique différent, le Type 2, de 20 mm également. Aucun de ces deux nouveaux modèles ne dépassa le stade de la conception.
- Char amphibie Type 2 Ka-Mi

Celui-ci fut le premier char amphibie produit au Japon, conçu et construit spécialement pour les fusiliers marins de la Marine impériale japonaise. Après avoir débarqué, ses flotteurs étaient démontés depuis l'intérieur du char par un quatrième membre d'équipage. Son châssis était fondé sur celui du char léger Type 95. Les Marines firent face à des Type 2 Ka-Mi dans les îles Marshall et les îles Mariannes, plus particulièrement à Guam, où ce char fut employé dans des positions défensives statiques.
- Grue Type 95 "Ri-Ki"

Le Type 95 Ri-Ki était un véhicule d'assistance blindé. Il était muni d'une grue avec un bras de 4,5 mètres et d'une capacité de soulèvement de 3 tonnes.
- Canon autopropulsé de 120 mm "Ho-To"

Le Type 95 Ho-To était un obusier Type 38 de 120 mm monté sur un châssis de Type 95 Ha-Go. Le canon était à basse vélocité, mais son projectile anti-char explosif lui permettait de détruire un char M4 Sherman américain. Ce canon automoteur fut développé parallèlement au canon autopropulsé Ho-Ru.
- Canon autopropulsé Type 5 Ho-Ru de 47 mm

Le Type 5 Ho-Ru était un chasseur de chars léger similaire au Hetzer allemand. Son développement ne commença qu'en février 1945. Il avait le même châssis que le Type 95 mais sa suspension était agrandie pour pouvoir employer des chenilles de 350 mm de large. Celles-ci étaient composées de deux rangées de broches pour que la roue puisse s'emboîter, s'ajuster entre elles. Le cran et l'engrenage de la roue motrice étaient de type "denté" afin d'accrocher au mieux les broches et les barrettes des chenilles du char, tout comme sur le T-34 soviétique. Enfin, ce modèle était armé d'un canon de 47 mm.
- Char léger Type 98 Ke-Ni

Ce dernier modèle était un peu plus léger que le Type 95 original, même avec son blindage plus épais (0,62 pouces). Il entra en production en 1942, mais seulement 200 unités furent produites.

## Déploiement et engagement militaire
Quand le Type 95 entra en service en 1935, c'était un véhicule fonctionnel et comparable à n'importe quel autre char léger de l'époque. Ce fut en outre le meilleur véhicule de sa catégorie disponible en grande quantité pour les besoins des forces armées japonaises depuis les années 1930 jusqu'à la Seconde Guerre mondiale. Il était principalement employé pour appuyer et soutenir l'avancée de l'infanterie en territoire ennemi ou bien encore lors de missions de reconnaissance. Enfin, il était parfois utilisé comme véhicule d'assaut, malgré ses défauts. Il fit ainsi face aux chars légers M3 Stuart américains aux Philippines, aux rares chars de l'armée britannique en Malaisie, et en Birmanie en décembre 1941.
Le Type 95 Ha-Gō démontra certaines de ses qualités lors des campagnes qui eurent lieu fin 1941 et début 1942, quand les troupes japonaises envahirent la Malaisie britannique et capturèrent la place forte de Singapour. Une des clés du succès japonais en Malaisie fut la présence inattendue de leurs chars dans des zones où les Britanniques ne pensaient pas qu'ils pouvaient être employés. Le terrain humide de la jungle ne fut pas un obstacle pour les douze chars Type 95 qui prirent part à l'attaque qui coupa la ligne Jitra le 11 décembre 1941.
Les premières batailles de chars contre chars de la guerre du Pacifique eurent lieu le 22 décembre 1941, durant l'invasion japonaise des Philippines. Les chars Type 95 du 4e Régiment de chars affrontèrent les M3 Stuart du 192e Bataillon de blindés américain. Ces chars étaient tous deux armés du même canon de 37 mm mais le M3 possédait un meilleur blindage. Cependant, cet avantage ne fit pas la différence car les commandants américains, inexpérimentés, ne purent employer efficacement leurs blindés et tirer parti de leurs meilleurs blindages face aux forces japonaises.
Deux chars Type 95 furent envoyés soutenir le débarquement japonais dans la baie de Milne vers la fin du mois d'août 1942. Initialement, les chars démontrèrent leur succès contre l'infanterie australienne légèrement armée, dont les « bombes collantes » ne pouvaient adhérer sur eux à cause de la trop forte humidité de ces régions. Bien que les chars Type 95 eussent montré leur fiabilité sous le climat tropical de Malaisie, ils ne purent résister à l'importante quantité de boue produite par les pluies intenses et diluviennes qui s'abattaient sur la baie de Milne. La majorité des chars japonais s'embourbèrent et furent finalement abandonnés quelques jours après avoir été débarqués à terre.
Le Type 95 commença à montrer sa vulnérabilité lors des batailles suivantes contre les forces britanniques, où les obus tirés par son canon de 37 mm ne pouvaient transpercer le blindage des chars britanniques Matilda déployés contre eux. Le maigre blindage du Type 95 le rendait bien plus vulnérable face aux tirs ennemis, car les forces alliées avaient en plus découvert que même les armes équipant l'infanterie étaient capables de transpercer le faible blindage situé autour du moteur. Sa puissance de feu se révélait insuffisante pour faire face aux autres chars alliés, comme le M4 Sherman ou encore le M3 Stuart.
Pour tenter de changer le cours de la guerre qui jouait en sa défaveur, le Japon décida d'employer les Type 95 dans des attaques frontales ou bien comme casemates placées dans des positions défensives statiques sur les diverses îles occupées par le Japon. Durant la bataille de Tarawa (novembre 1943), sept chars Type 95 enterrés firent face au débarquement américain sur l'île. La majeure partie d'entre eux furent détruits sur l'île Parry et à Enewetak. Pendant la bataille de Saipan, les Type 95 attaquèrent le 16 juin 1944 la tête de pont mise en place par les Marines américains sur une partie de la plage. La plupart d'entre eux furent réengagés le jour suivant dans la plus grande bataille de chars de la guerre du Pacifique.
Lors de la bataille de Guam, qui débuta le 21 juillet 1944, dix chars Type 95 furent détruits par des tirs de bazooka et de chars Sherman. Sept de plus furent détruits par la suite dans divers affrontements sur l'île de Leyte, et 19 autres à Luçon. À la bataille d'Okinawa, 13 chars Type 95 et 14 chars moyens Type 97 Shinhoto du 27e Régiment de chars firent face à 800 blindés américains.
Des centaines de chars Type 95 furent abandonnés en Chine à la fin de la guerre. Ces derniers furent employés pendant la guerre civile chinoise ainsi que par l'Armée populaire de libération de la République populaire de Chine durant la guerre de Corée.

## Unités de l'Armée impériale japonaiseéquipées du char léger Type 95 Ha-Go
- 1re division blindée
- 2e division blindée
- 3e division blindée
- 4e division blindée
- 1re Brigade mixte indépendante
- 1re Régiment de chars
- 2e Régiment de chars
- 4e Régiment de chars
- 6e Régiment de chars
- 7e Régiment de chars
- 9e Régiment de chars
- 11e Régiment de chars
- 14e Régiment de chars
- 26e Régiment de chars
- 27e Régiment de chars
- 1re Compagnie du 2e Régiment de chars
- 1re Compagnie indépendante de chars
- 2e Compagnie indépendante de chars
- 7e Compagnie indépendante de chars
- 2e Bataillon de la1re Brigade maritime de l'armée
- Compagnie de chars de la1re Brigade maritime de l'armée
- Compagnie de chars du 222e Régiment d'infanterie
- Unité de chars du 18e Régiment d'infanterie
- 1re Compagnie du 4e Régiment de chars
- 3e Compagnie du 4e Régiment de chars
- 1re Compagnie du 9e Régiment de chars
- 2e Compagnie du 9e Régiment de chars
- Unité de chars de la 14e Division
- Unité de chars de la 29e Division
- Unité de chars de la 36e Division
- 2e Division de chars
- 3e Division de chars
- Groupe d'entraînement de l'armée Kungchuling de l'École de chars de l'armée Kwantung.
- Détachement Kamiyoshi
- Détachement Shoji
- Détachement Itoh (Groupe d'armée)
- Détachement Itoh de marins (Groupe de la Marine impériale japonaise)
- Détachement de Makin de la 3e Base navale des forces spéciales
- Détachement blindé de Kwajalein du 7e Bataillon de marins de Sasebo
- Peloton de chars du 5e Bataillon de marins de Kure
- Unité de chars du 7e Bataillon de marins de Sasebo
- 55e Unité blindée de la Garde du 1er Bataillon de marins de Yokosuka

## Pays utilisateurs
Empire du Japon
Principal utilisateur.
 Corée du Sud

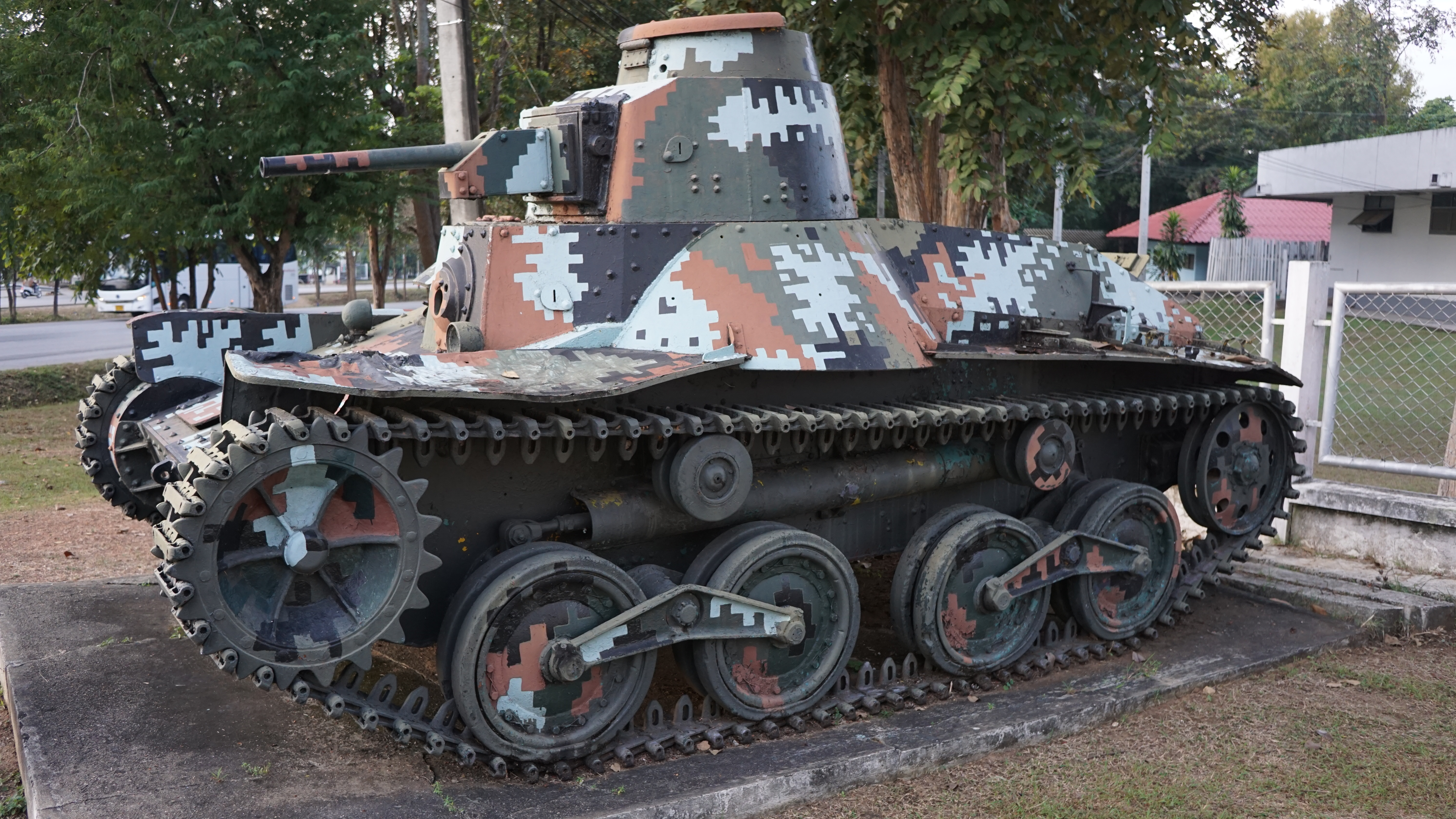
Un Type 95 exposé au Centre de cavalerie d'Adisorn, Saraburi, de l'armée royale thaïlandaise en 2016.

L'Armée Sud-Coréenne employa des chars légers Type 95 Ha-Go datant de la Seconde Guerre mondiale durant la guerre de Corée.
 Union soviétique
L'Armée rouge utilisa quelques chars Type 95 capturés aux forces japonaises durant la Seconde Guerre mondiale, plus particulièrement entre mai et septembre 1945, à la toute fin de la guerre, lors de l'invasion soviétique de la Mandchourie alors sous contrôle de l'empire du Japon afin de l'occuper militairement par la suite. En effet, si l'Allemagne nazie était certes vaincue, le Japon continuait seul sa lutte contre les forces alliés déployées dans le Pacifique.
 Thaïlande
En 1940, les Forces armées royales thaïlandaises achetèrent aux Japonais quelque 50 chars Type 95. Certains d'entre eux prirent part à l'invasion thaïlandaise des États Shan pendant le second conflit mondial. Ces derniers furent retirés du service de l'armée en 1952.

## Exemplaires subsistants
Bien qu'il ne reste plus aujourd'hui au Japon d'exemplaires survivants du char léger Type 95 Ha-Go, certains d'entre eux ont malgré tout été conservés dans des musées un peu partout dans le monde :
- Musée des blindés de Bovington, Royaume-Uni.
- Musée des blindés de Koubinka, Moscou, Russie.
- Musée central des forces armées, Moscou, Russie.
- Musée des armes de l'armée américaine, États-Unis.
- Musée Général George Patton, États-Unis.
- Musée de l'armée américaine, Honolulu, île d'Hawaii, États-Unis.
- Centre de cavalerie d'Adisorn, Saraburi, Thaïlande.